# Hakea pendens
Hakea pendens (лат.) — кустарник, вид рода Хакея (Hakea) семейства Протейные (Proteaceae). Эндемик округа Голдфилдс-Эсперанс в Западной Австралии. Цветёт с июля по сентябрь.

## Ботаническое описание
Hakea pendens — кустарник высотой от 2 до 3 м и шириной от 2,5 до 3,1 м. Цветёт с июля по сентябрь и даёт обильные крупные висячие розово-белые цветы, которые висят на коротких ветвистых стеблях на старых ветвях. Округлые в сечении тёмно-зелёные листья длиной 2–4 см и шириной около 2 мм заканчиваются острой вершиной. Гладкие серо-яйцевидные плоды, иногда с более тёмными серыми крапинками, имеют длину около 3 см и ширину 1,5–2 см.

## Таксономия
Вид Hakea pendens был описан Робин-Мэри Баркер в 1990 году на основе экземпляра, собранного возле Марвел Лох, и опубликован в Journal of the Adelaide Botanic Garden. Видовой эпитет — происходит от латинского слова pendens, означающего «висячий».